# منطقه بیستم مجلس نمایندگان میشیگان
منطقه بیستم مجلس نمایندگان میشیگان (همچنین تحت عنوان منطقه بیستم سنای میشیگان نیز شناخته می شود) یک منطقه قانون‌گذاری در مجلس نمایندگان میشیگان است. این منطقه در ناحیه مرکزی شهرستان اوکلند در شهرستان بلومفیلد غربی و در حومه شهرهای اورچارد لیک ، کیگو هاربر ، سیلوان لیک لنگر قرار گرفته و بخش‌هایی از شهرستان‌های تجاری و بلومفیلد را شامل می شود. 

## لیست نمایندگان
| نماینده               | حزب | حزب         | تاریخ       | محل سکونت      | یادداشت ها                                        |
| --------------------- | --- | ----------- | ----------- | -------------- | ------------------------------------------------- |
| جورج اف مونتگومری پدر |     | دموکراتیک   | ۱۹۶۵–۱۹۷۲   | دیترویت        | [ ۲ ]                                             |
| روزتا آ. فرگوسن       |     | دموکراتیک   | ۱۹۷۳–۱۹۷۸   | دیترویت        | [ ۳ ]                                             |
| خوانیتا واتکینز       |     | دموکراتیک   | ۱۹۷۹–۱۹۸۲   | دیترویت        | [ ۴ ]                                             |
| رودی جی نیکولز        |     | جمهوری خواه | ۱۹۸۳–۱۹۸۴   | واترفورد       | در هنگام منصوب شدن در سنای میشیگان استعفا داد.    |
| کلود آ. تریم          |     | جمهوری خواه | ۱۹۸۴–۱۹۹۲   | واترفورد       | [ ۶ ]                                             |
| جری ورووا             |     | جمهوری خواه | ۱۹۹۳–۱۹۹۴   | Plymouth       | [ ۷ ]                                             |
| جرالد اچ لاو          |     | جمهوری خواه | ۱۹۹۵–۲۰۰۰   | Plymouth       | [ ۸ ]                                             |
| جان سی استوارت        |     | جمهوری خواه | ۲۰۰۱–۲۰۰۶   | پلیموث         | [ ۹ ]                                             |
| مارک کوریو            |     | دموکراتیک   | ۲۰۰۷–۲۰۱۰   | نورثویل        | [ ۱۰ ]                                            |
| کرت هایسه             |     | جمهوری خواه | ۲۰۱۱–۲۰۱۶   | پلیموث         | [ ۱۱ ]                                            |
| جف نوبل               |     | جمهوری خواه | ۲۰۱۷–۲۰۱۸   | کانتون میشیگان | [ ۱۲ ]                                            |
| مت کولزار             |     | دموکراتیک   | ۲۰۱۹–۲۰۲۲   | پلیموث         | مجدداً در منطقه بیست و دوم مجلس نمایندگان منصوب شد |
| نوح آربیت             |     | دموکراتیک   | ۲۰۲۳–تاکنون | وست بلومفیلد   | [ ۱۴ ]                                            |